# Vysokoškolská katedra
Vysokoškolská katedra je organizační jednotka a vědecké pracoviště vysokoškolské fakulty, případně přímo vysoké školy, pokud ta se na fakulty nedělí. Katedra sdružuje pedagogy jednoho či více příbuzných oborů, kteří tedy vyučují podobným předmětům. Existují tak např. katedry historie, botaniky nebo třeba občanského práva. Vedle kateder mohou existovat kupř. též na vysokých školách instituty (jakožto obdobné členění).
Systém kateder byl do systému českého vysokého školství implementován až v roce 1950 na základě sovětského vlivu. Do té doby byly fakulty československých vysokých škol, podobně jako jinde v Evropě, strukturovány do menších ústavů či seminářů, které vedl určitý profesor. V souladu s centralizací vysokého školství a zrušením akademické samosprávy katedry zřizoval a jejich vedoucího jmenoval ministr školství. Až od roku 1956 tuto roli převzal rektor vysoké školy. Vedoucí katedru řídil a zabezpečoval plnění studijních plánů, ale také kádrově hodnotil činnost členů dané katedry a odpovídal nejen za odbornou, ale i za politickou činnost katedry děkanovi fakulty, případně přímo rektorovi.
Po roce 1990 došlo k opuštění povinného katedrového systému a konkrétní organizační členění nejen vysokých škol, ale i jejich fakult bylo svěřeno akademické samosprávě, na některých místech tak začaly vznikat ústavy, kliniky či semináře. Jinde se ale katedry udržely, někdy i „vedle“ nových organizačních forem (viz např. Filozofická fakulta Masarykovy univerzity).